# 极限皮艇
极限皮艇，是一种新兴的皮划艇激流比赛项目，是世界皮划艇激流回旋锦标赛（2017年起）和奥林匹克运动会（2024年起）的正式比赛项目。与传统的皮划艇激流回旋比赛相比，极限皮艇的特点是多位运动员同时驾船在航道上角逐，以通过终点线的顺序决定名次。

## 名称和缩写
国际皮划艇联合会原本将该项目的英文正式名称定为“extreme canoe slalom”（直译为“极限皮划艇激流回旋”）。2022年，国际划联将该项目的英文名称改作“kayak cross”（直译为“皮艇越野”或“皮艇障碍追逐”），以免跟传统的“皮划艇激流回旋”项目混淆。项目的缩写为CSLX，男子单人和女子单人比赛的缩写分别为MX1和WX1。

## 比赛规则

运动员从高台上出发

运动员通过顺水门

极限皮艇赛事通常分为两个阶段。首先是排位赛阶段，采用計時賽制，每位运动员各自单独出发，根据完赛用时长短排名，由此决定下一阶段的分组情况。然后是淘汰赛阶段，采用争先赛制，多位运动员同时出发，以冲过终点线的顺序决定名次。每场比赛通常安排四位（偶尔三位）选手参加，前两名进入下一轮，直至决出奖牌得主。
每场争先赛开始前，运动员根据上一轮／排位赛成绩，依序挑选出发时的位置，然后在高台上各就各位。比赛开始后，高台变为斜坡，运动员们同时落入水中，向前进发。
赛道全程用时45至80秒。在前进过程中，运动员需要在有落差和激流的狭窄水道中穿过一系列障碍，包括：
- 顺水门，用绿色悬挂标杆表示。选手须按照标杆上的指示箭头，从标杆的一侧顺流而下通过。一场比赛设置4到6个顺水门。一个顺水门可以悬挂一根标杆；也可以悬挂左、右对称的两根，选手可任意选择其中一根通过。
- 逆水门，用红色悬挂标杆表示。选手必须按照标杆上的指示箭头，从标杆的一侧逆流而上通过。一场比赛设置2个逆水门。每个逆水门悬挂左、右对称的两根标杆，选手可任意选择其中一根通过。
- 翻滚区，有时会设置一根横杆。选手必须在区内做一次360度水下翻滚（英语：Kayak roll）。

运动员通过水门时可以触碰标杆。若未按照规定通过水门或翻滚区，将标记为FLT，排在顺利完赛的选手之后。
规则允许选手之间发生短暂、非恶意的轻微碰撞。过分的碰撞将标记为RAL，排在FLT的选手之后。

## 历史

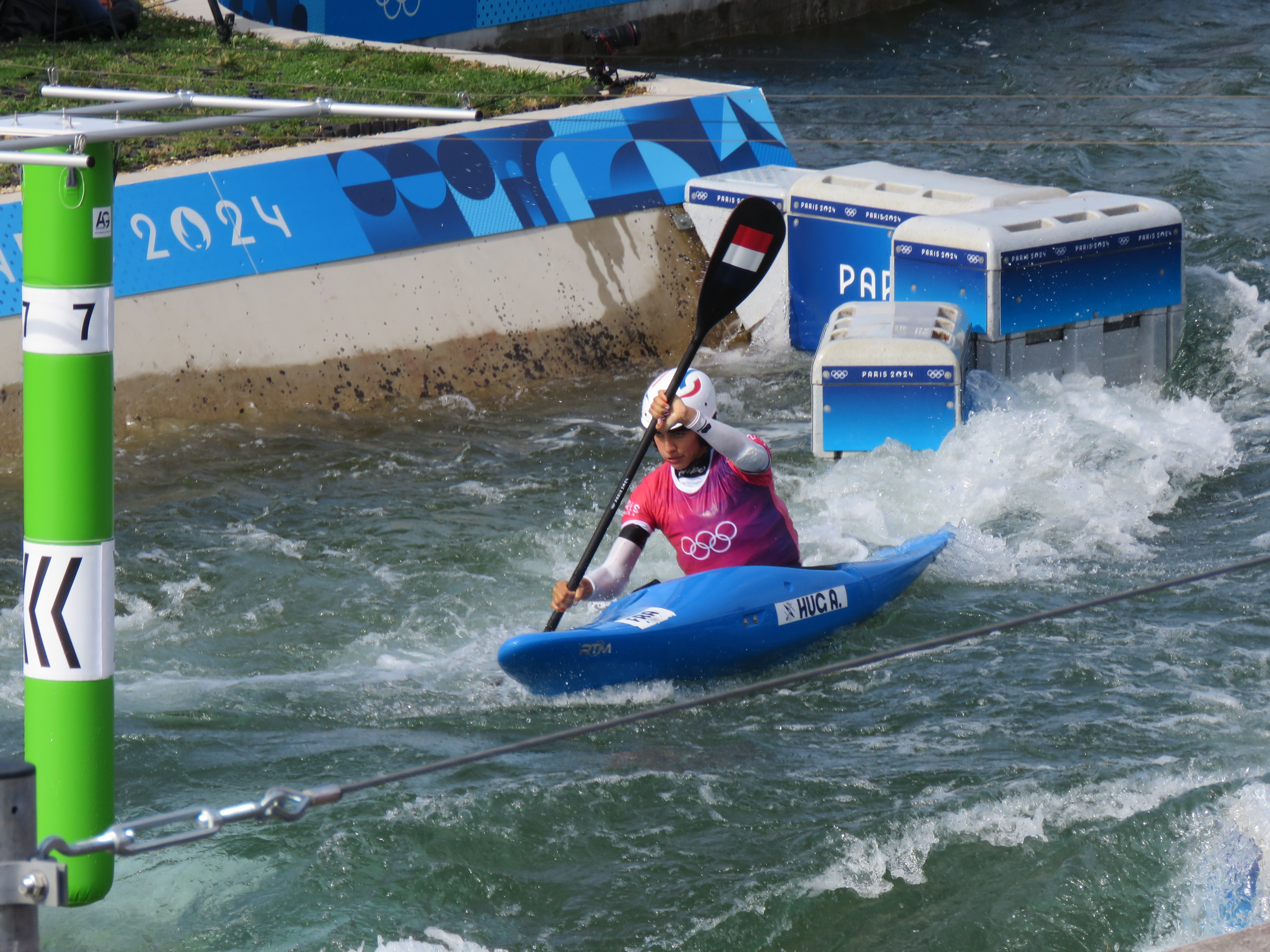
2024年巴黎，极限皮艇项目首次进入奥运会

21世纪初，欧洲一些地方已经在组织极限皮艇比赛，于野外的天然河流中进行。由于该项目容易分辨获胜者，对观众吸引力强，因此得到国际皮划艇联合会的重视。2015年，极限皮艇首次作为表演项目在皮划艇激流回旋世界杯上亮相，次年起成为正式项目。2017年，极限皮艇进入世界皮划艇激流回旋锦标赛。2020年，国际奥委会接受國際輕艇總會的建议，批准极限皮艇进入2024年巴黎奥运会。

### 奥运会奖牌得主
| 届别        | 组别 | 金牌                | 银牌                | 铜牌                | 来源  |
| ----------- | ---- | ------------------- | ------------------- | ------------------- | ----- |
| 2024年 巴黎 | 男子 | 芬恩·布彻（新西兰） | 乔·克拉克（英国）   | 诺亚·黑格（德国）   | [ 9 ] |
| 2024年 巴黎 | 女子 | 诺埃米·福克斯（）   | 安热勒·于格（法国） | 金伯莉·伍兹（英国） | [ 9 ] |

### 世锦赛奖牌得主
| 届别                | 组别 | 金牌                            | 银牌                          | 铜牌                          | 来源   |
| ------------------- | ---- | ------------------------------- | ----------------------------- | ----------------------------- | ------ |
| 2017年 波城         | 男子 | 瓦夫日内茨·赫拉迪莱克（捷克）   | 鲍里斯·内沃（法國）           | 迈克尔·道森（新西兰）         | [ 10 ] |
| 2017年 波城         | 女子 | 卡罗琳·特龙佩特（德国）         | 安娜·萨蒂罗（巴西）           | 阿马莉·希尔格托娃（捷克）     | [ 11 ] |
| 2018年 里约热内卢   | 男子 | 克里斯蒂安·德迪奥尼吉（義大利） | 鲍里斯·内沃（法國）           | 托马斯·贝尔辛格（阿根廷）     | [ 12 ] |
| 2018年 里约热内卢   | 女子 | 安娜·萨蒂罗（巴西）             | 马丁娜·韦赫曼（荷兰）         | 波利娜·穆赫加列耶娃（俄罗斯） | [ 13 ] |
| 2019年 布拉格       | 男子 | 斯特凡·亨斯特（德国）           | 尼基塔·古边科（俄罗斯）       | 佩佩·贡萨尔维斯（巴西）       | [ 14 ] |
| 2019年 布拉格       | 女子 | 韦罗妮卡·沃伊托娃（捷克）       | 波利娜·穆赫加列耶娃（俄罗斯） | 卡罗琳·特龙佩特（德国）       | [ 15 ] |
| 2021年 布拉迪斯拉发 | 男子 | 乔·克拉克（英国）               | 芬恩·布彻（新西兰）           | 马里奥·莱特纳（奥地利）       | [ 16 ] |
| 2021年 布拉迪斯拉发 | 女子 | 杰茜卡·福克斯（澳大利亚）       | 埃莱娜·阿佩尔（德国）         | 埃维·莱布法特（美国）         | [ 17 ] |
| 2022年 奥格斯堡     | 男子 | 乔·克拉克（英国）               | 阿纳托尔·德拉叙（法國）       | 斯特凡·亨斯特（德国）         | [ 18 ] |
| 2022年 奥格斯堡     | 女子 | 杰茜卡·福克斯（澳大利亚）       | 金伯莉·伍兹（英国）           | 莫妮卡·多里亚（安道尔）       | [ 19 ] |
| 2023年 伦敦         | 男子 | 乔·克拉克（英国）               | 鲍里斯·内沃（法國）           | 马丁·杜古德（瑞士）           | [ 20 ] |
| 2023年 伦敦         | 女子 | 金伯莉·伍兹（英国）             | 卡米耶·普里让（法國）         | 埃娃·特尔切利（斯洛文尼亚）   | [ 21 ] |